# Wilhelmina Geddes
Wilhelmina Margaret Geddes (1887 – Londra, 1955) è stata un'artista irlandese.

## Biografia
Figlia di un ingegnere ferroviario e di una donna figlia di fattori britannici, Geddes crebbe a Belfast, dove la famiglia si era trasferita per il lavoro del padre. Iniziò a disegnare nel 1891 circa in occasione di una gita estiva nell'Ayrshire, dove scoprì la passione per le border ballad (ballate di confine) scozzesi. Continuò a disegnare al Municipal Technical Institute di Belfast vincendo numerosi premi per le illustrazioni e i poster.
Nel 1910 il suo acquerello Cinderella Dressing the Ugly Sister (Hugh Lane Gallery, Dublino) fu esposto all'Arts and Crafts Society of Ireland e attrasse l'attenzione della pittrice Sarah Purser, fondatrice della cooperativa di lavorazione di vetrate An Túr Gloine. Geddes quindi fu convinta a realizzare vetrate: la sua prima opera del genere fu un pannello che raffigurava Sir Walter Raleigh.
Nel 1911 Geddes vinse una borsa di studio itinerante a Londra e successivamente studiò alla Metropolitan School of Art di Dublino, dove ebbe come docente William Orpen. Realizzò la sua prima opera interamente originale in vetro colorato intitolata Life of St. Colman Macduagh, che consisteva in un trittico di tre piccoli pannelli, poi fu la volta di The Angel of Resurrection (Inishmacsaint, presso Fermanagh), la sua prima vetrata per una chiesa a grandezza naturale. Nel 1925 aprì il suo studio nella Glass House di Fulham, dove avrebbe lavorato per il resto della vita producendo le sue opere più famose, come il monumento di guerra del duca di Connaught dedicato ai suoi ufficiali canadesi nella chiesa del governatore generale di San Bartolomeo di Ottawa (1919), la Crocifissione con la Vergine Maria e San Giovanni, Mosè, Giuseppe d'Arimatea e la Deposizione (1922; chiesa di San Luca, Wallsend upon Tyne), e il rosone commemorativo della Royal Air Force dedicato ad Alberto I del Belgio nella ricostruita cattedrale di San Martino a Ypres (1938). Quest'ultimo capolavoro è il rosone più grande del Belgio, con un diametro di 7,62 m.
Geddes si distinse anche nelle arti grafiche e nel ricamo: disegnò 5 pannelli di ricamo poi realizzati da sua sorella Ethel, un'opera che vinse molti premi alla mostra degli Aonach Tailtean (1922) a Dublino e a Wembley. Nel 1924 il Dublin Magazine pubblicò le sue illustrazioni.

## Galleria d'immagini

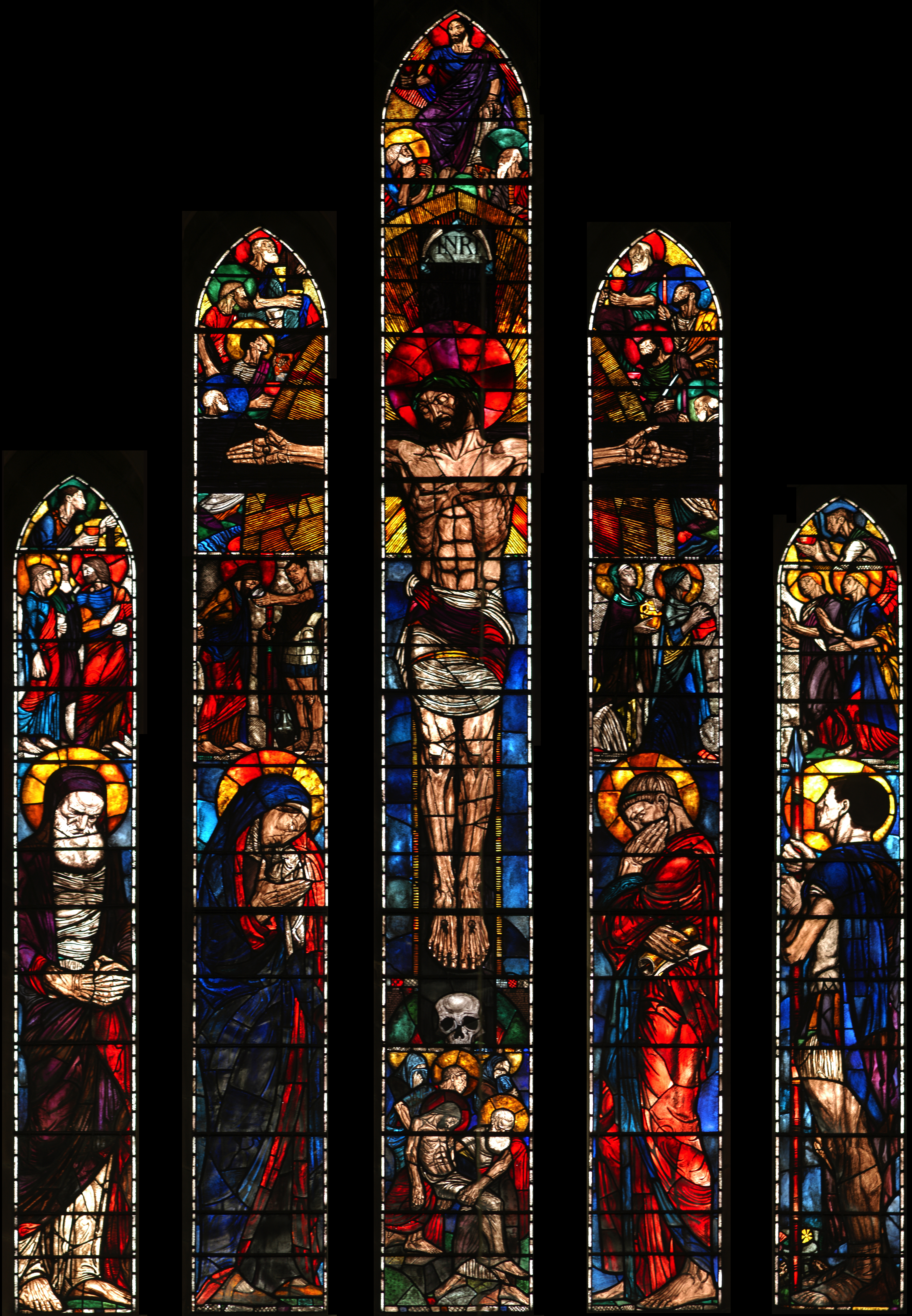
Crocifissione, Chiesa di San Luca (Wallsend)
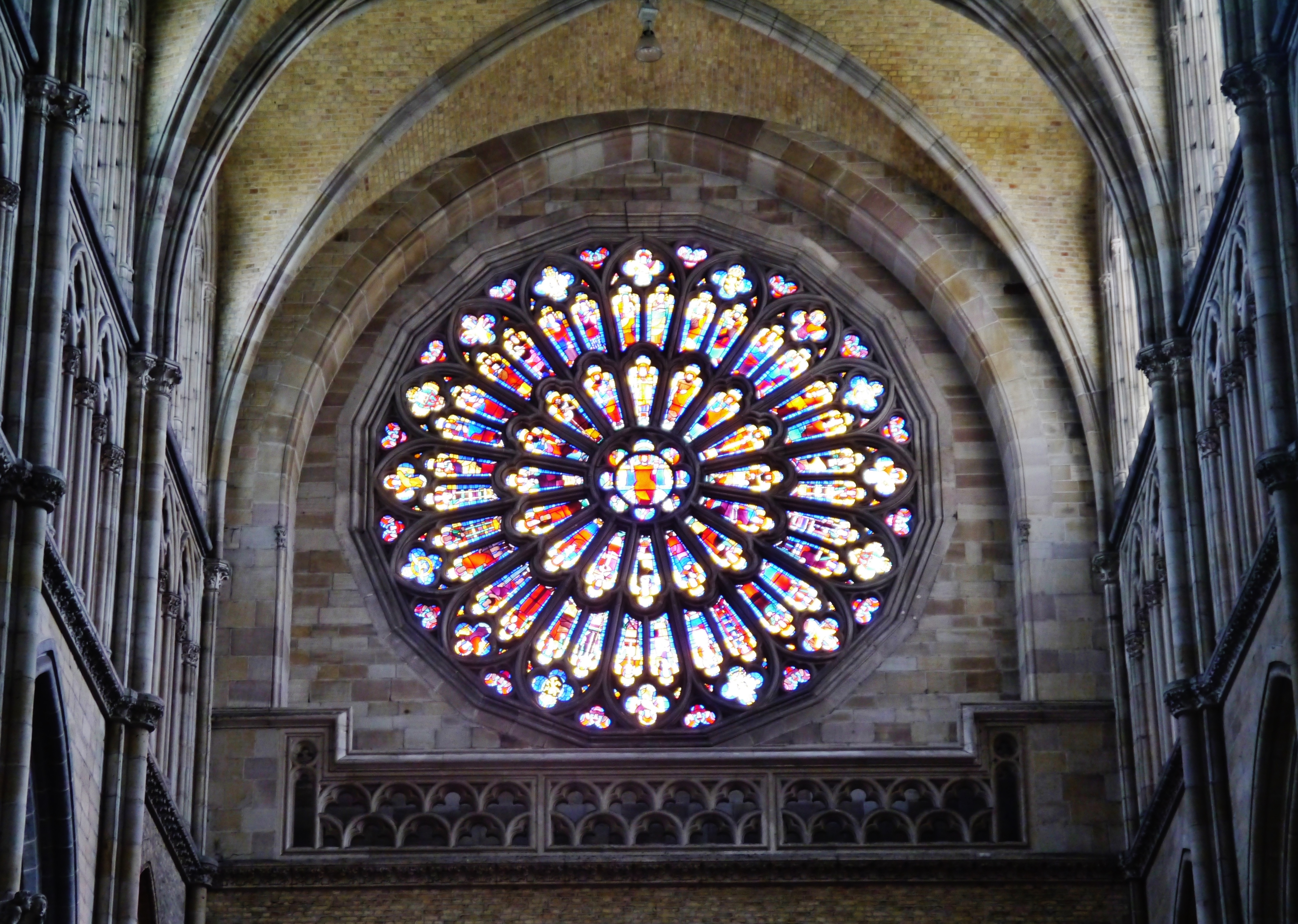
Te Deum, rosone della Cattedrale di San Martino (Ypres)
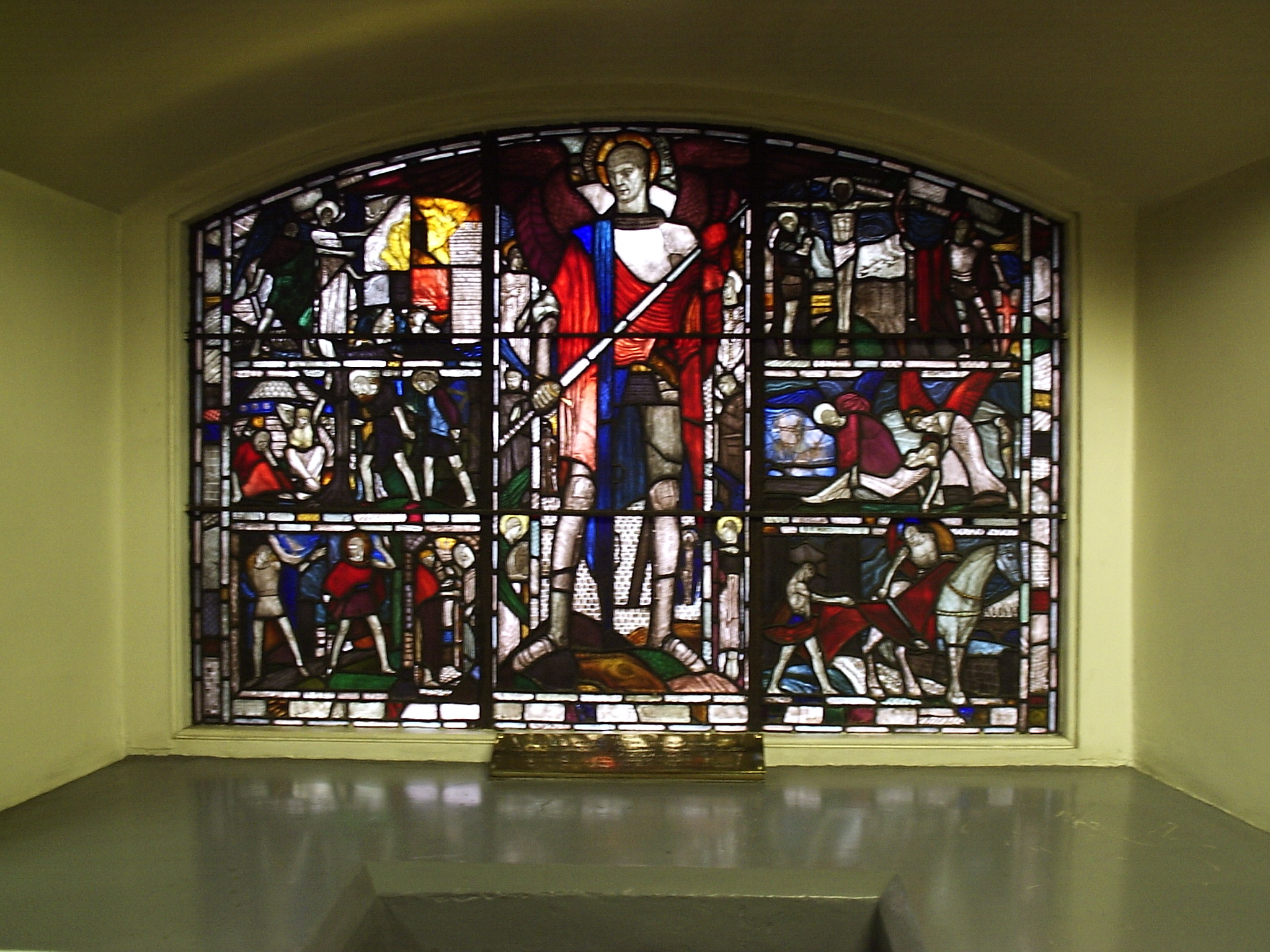
San Michele, Chiesa di Sant'Anna in Dawson Street, Dublino